# Прибулець-нелегал (роман)
Прибулець-нелегал   — науково-фантастичний та містичний роман канадського письменника Роберта Дж. Сойєра . Книга отримала премію Seiun Award за найкращий іноземний роман. 2002 в Японії (де її опублікував Hayakawa Books).
Роман був опублікований у твердій обкладинці в грудні 1997 року, а в м’якій обкладинці з’явився в Англії в січні 1998 року та в США в січні 1999 року.

## Сюжет
Космічний корабель прибульців прибуває на Землю, встановлюється контакт, і два народи починають дізнаватися один про одного. Френк Нобіліо, науковий радник американського президента, і Клетус Калхун (популяризатор науки з Теннессі, дещо схожий на Карла Сагана ), є двома головними послами до прибульців (які називають себе Тосоками). Тосоки пояснюють, що їхній корабель було пошкоджено в поясі Койпера (під час початкової спроби ремонту один із восьми Тосоків загинув), і вони впевнені, що люди можуть надати або створити інструменти, необхідні для його ремонту.  Земляні погоджуються і кажуть що це займе близько двох років. Справи йдуть добре протягом року, коли Тосоки здійснюють тур по головним цивілізованим країнам Землі, під час якого вони спостерігають і вражаються повним сонячним затемненням 11 серпня 1999 року . 
Потім Клетуса Калхауна знаходять мертвим за обставин, які ставлять під підозру одного з прибульців, Хаска. Калхун стік кров'ю до смерті, коли його ногу було повністю відрізано інструментом, невідомим судово-медичним експертам; також його щелепа, одне око та апендикс були видалені та їх не знайшли. Саме в цей час Хаск скидає шкіру і в поліції припускають, що він зробив це, щоб приховати будь-які сліди крові. Хаска заарештовують за вбивство, а решта роману стосується судового процесу над Хаском у суді Лос-Анджелеса, Каліфорнія.
Хаск стверджує, що він не вбивав Калхауна, тому що той був його другом. Його адвокат Дейл Райс, афроамериканець, відомий захистом громадянських і політичних прав, вважає, що інший Тосок убив Калхауна з девіаційних причин; Тосоки мають таке ж сильне табу щодо внутрішньої анатомії, як і більшість людей щодо сексу: це приватна справа, нею не можна ділитися з іншими, за винятком екстремальних випадків, таких як хірургія. Райс припускає, що вбивцею може бути тосокський хірург або тосок на ім’я Гед, який виявляє ознаки неприродного інтересу до обговорень внутрішньої анатомії в залі суду, або навіть восьмий тосок, якого вважають мертвим, але він може бути живим і переховуватися.
Коли Райс виносить останню гіпотезу в зал суду, Хаск стривожений і оголошує, що хоче змінити своє визнання провини. Райс каже Хаску, що його обов'язок - захищати його. Дрібниці, які роблять інші Тосоки (наприклад, хірург Стент просить П’ятого, перебуваючи на місці для свідків), змушують Френка та Райса підозрювати, що Тосоки приховують від них більше ніж одну правду.
Нарешті Хаск переконує Райс взяти додатковий день у суді, і вони з Френком таємно вирушають до Арктики, де справді живий восьмий Тосок, Селтар. Вони пояснюють Френку та Райсу, що інші тосоки через поєднання релігійних переконань і бажання захистити вид тосоків сповнені рішучості знищити все розумне життя на Землі, включаючи тварин, які можуть розвинути інтелект. Більшість тосоків поділяють цю рішучість, і вони вже винищили життя на інших планетах.
Хаск визнає, що він відповідальний за смерть Калхауна, але не хотів його вбивати, а лише стримати. Калхун натрапив на Хаска, який таємно спілкувався зі Селтарою, його коханою подругою. Селтар мала бути відповідальною за знищення материнського корабля, коли лідер Тосоків, Келкад, відремонтує корабель і зможе знищити людей.
Озброївшись цією інформацією, поліція протистоїть шістьом співучасникам Тосок. Келкад розуміє, що Хаск їх зрадив, і біжить його вбити; Натомість Хаск вбиває Келкада. Решта п'ятеро тосоків ув'язнені. В епілозі прибульці з іншої планети прибувають на Землю, пояснюють, що вони мали стати жертвами геноциду тосоків, але їм вдалося дати відсіч, і вони візьмуть із собою в’язнів тосоків, щоб змусити їх заплатити за їхні злочини. Дейл Райс, завжди захищавщий аутсайдерів, відправляється з ними в космос, щоб стати адвокатом захисту обвинувачених Тосоків.

## Теми
У книзі міститься кілька посилань на судовий процес над О. Дж. Сімпсоном, і вона була фактично натхненна цим судовим процесом . Сойєр (канадець) назвав роман «стороннім поглядом на американське правосуддя».
Є ряд гострих коментарів щодо системи правосуддя, наприклад, коли присяжного виявляють «божевільним НЛО» і його виключають із складу присяжних. Опитуючи члена журі щодо правдивості її відповідей на анкету журі перед відбором, суддя використовує терміни «НЛО» та «літаюча тарілка» як синоніми, тоді як член журі розрізняє їх як різні речі. Сказавши, що вона повинна була відповісти на запитання в тому дусі, що воно було поставлене, і що суд хоче «правду, всю правду і нічого, крім правди», присяжний заперечує:
Вибачте мене, ваша честь, але протягом усієї цієї справи було цілком зрозуміло, що ви не хочете нічого подібного. Я бачив, як [захист] і [обвинувачення] відрізали всілякі відповіді, тому що вони були більшими, ніж вони хотіли, щоб присяжні почули. За кожним прикладом, який я коли-небудь бачив, Суд хоче отримати конкретні відповіді на поставлені вузькі, конкретні запитання — і я надав саме це.

## Зовнішні посилання
- Illegal Alien title listing at the Internet Speculative Fiction Database
- Review at Helge's Notebook
- Review by Evelyn C. Leeper
- Sawyer's own notes about the book